# Słownik łaciny średniowiecznej w Polsce

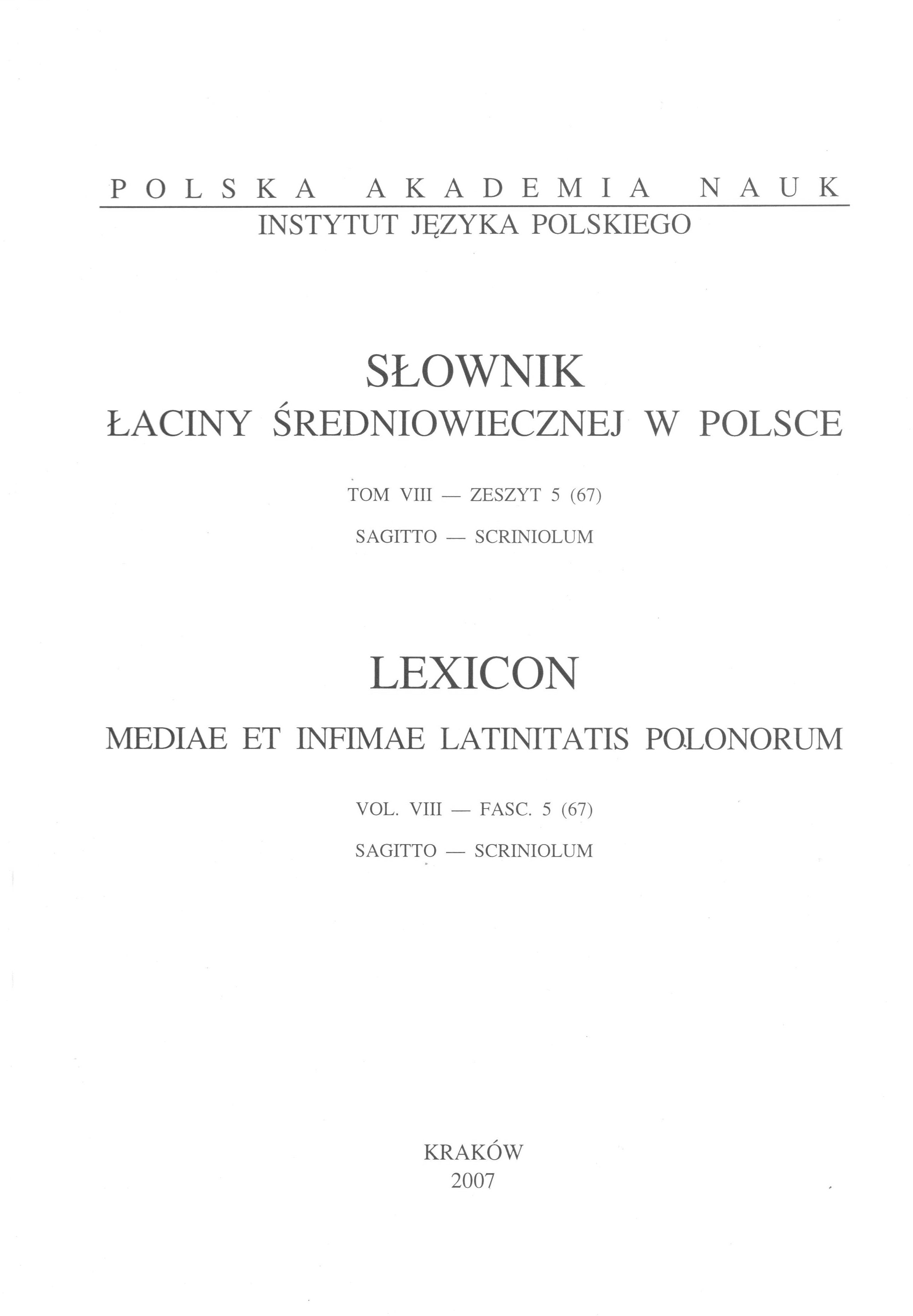
Okładka z. 67 (sagitto-scriniolum)

Słownik łaciny średniowiecznej w Polsce (łac. Lexicon Mediae et Infimae Latinitatis Polonorum) powstaje w Pracowni Łaciny Średniowiecznej PAN.

## HistoriaSłownika

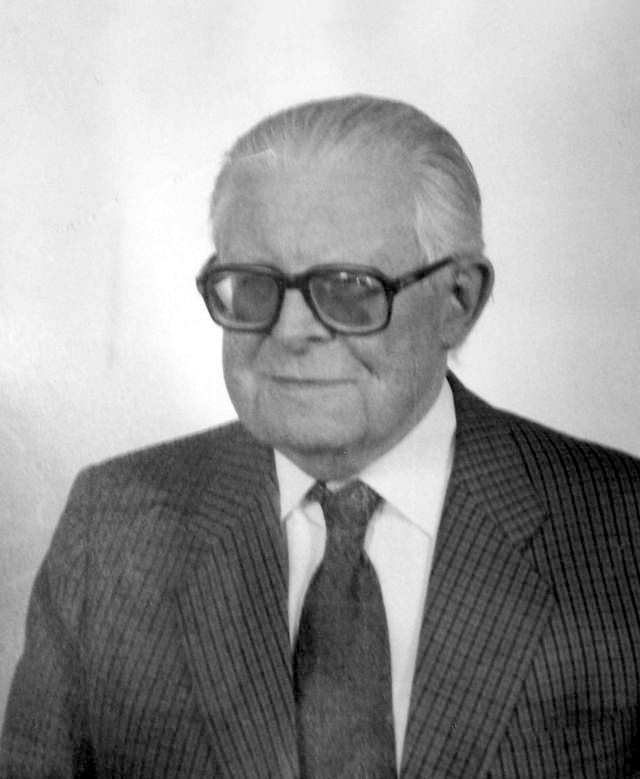
Prof. Marian Plezia

Inspiracją dla powstania Słownika był projekt Międzynarodowej Unii Akademii w Brukseli z r. 1920 zakładający ponowne opracowanie słownika średniowiecznej łaciny Du Cange'a. Reprezentanci poszczególnych krajów mieli nadsyłać materiał leksykalny od ok. 425 r. do ok. 1000 r. Polscy naukowcy postanowili opracować odrębny słownik łaciny średniowiecznej oparty wyłącznie na polskich źródłach. Wkrótce zaczęły powstawać podobne słowniki w innych krajach europejskich. Pierwszy zeszyt słownika polskiego ukazał się w 1953 r. i jest on teraz jednym z najbardziej zaawansowanych. Zasady redakcyjne zostały ustalone przez jego pierwszego redaktora, prof. Mariana Plezię. W latach 1988–2005 pracami nad Słownikiem kierowała prof. Krystyna Weyssenhoff-Brożkowa. Obecnie kieruje nimi dr hab. Michał Rzepiela, prof. IJP PAN.

## Zawartość
Obejmuje materiał językowy łaciny używanej na ziemiach polskich w średniowieczu (wiek X do XVI). Do tej pory ukazało się 72 zeszyty słownika (obecnie z. 10, t. VIII) zawierających materiał do litery S (sublomatio):
- Tom I (zeszyty 1–8), hasła: A – Byssus
- Tom II (zeszyty 1(9)–10(18), hasła: Cabaciolum – Czweczko
- Tom III (zeszyty 1(19)–10(28), hasła: Dabilis – Exuvium
- Tom IV (zeszyty 1(29)–6(34), hasła: F – Hystrix
- Tom V (zeszyty 1(35)–10(44), hasła: I – Lyrista
- Tom VI (zeszyty 1(45)–8(51), hasła: M – Oxymel
- Tom VII (zeszyty 1(52)–11(62), hasła: Pabulamen – Quout
- Tom VIII (zeszyty 1(63)–10(72), hasła: Rabalipton – Sublimatio

Słownik ma charakter naukowy, podaje szczegółowe definicje i przykłady (uwzględniające również składnię):
- wyrazów należących do łaciny średniowiecznej, a nieznanych łacinie starożytnej,
- wyrazów klasycznych, które nabyły nowych znaczeń w średniowieczu.